# Jóhann Hafstein
Jóhann Hafstein (Akureyri, 19 de septiembre de 1915 - 15 de mayo de 1980), político de Islandia. Fue primer ministro de su país entre el 10 de julio de 1970 y el 14 de julio de 1971.
Miembro del Partido de la Independencia, fue elegido para el Altöhingi (Parlamento) por Reikiavik en 1946, permaneciendo en el escaño hasta 1978. Fue CEO del Banco de Pescaderías entre 1952 y 1963. Ocupó los cargos de ministro de Justicia, Religión y Asuntos Industriales, así como la cartera de Salud en 1961 y de nuevo en 1963-1970. Asistió a la Asamblea General de las Naciones Unidas en 1953, 1959 y 1974.
- Datos: Q984026
- Multimedia: Jóhann Hafstein / Q984026